# Tele-GYM
Tele-GYM ist eine im Bayerischen Rundfunk ausgestrahlte Fernsehsendung.
Bei Tele-GYM werden verschiedene Gymnastikübungen vor der Kamera präsentiert. Die Sendung ist so aufgebaut, dass Zuschauer vor dem Bildschirm die Übungen mitmachen können.

## Geschichte
Erstmals wurde am 6. April 1991 eine Folge Tele-Gym im gemeinsamen Vormittagsprogramm von ARD und ZDF gesendet. Die Erstausstrahlung im BR Fernsehen fand am 2. November 1991 statt.
Vorläufer war die Sendung Tele-Ski mit Rosi Mittermaier, Jürgen Kemmler und Manfred Vorderwülbecke, welche ab 1977 Skigymnastik per Fernsehen zeigte. Als 1989 Aerobic modern wurde, engagierten Kameramann Peter Stückl und Redakteur Vorderwülbecke die zweimalige deutsche Aerobicmeisterin Christiane Reiter. 
Aktuell wird die Sendung von 180.000 Zuschauern gesehen.

## Sendekonzept
Es werden bestimmte Sendungen zu festgelegten Zeiten im BR Fernsehen und ARD alpha ausgestrahlt, sehr häufig werden die Sendungen vor oder nach dem Panoramawetter eingesetzt. Die jeweils ausgestrahlten Sendungen stehen nach Ausstrahlung je eine Woche in der BR-Mediathek zur Verfügung. 
Ebenfalls gibt es das durch den Produzenten PSF-Film die bereitgestellte Möglichkeit, die Sendereihen von Tele-GYM über mehrere Onlineshops als DVD, früher auch als VHS-Kassette, käuflich zu erwerben und zu bestellen. Auf den DVDs sind im Gegensatz zur Mediathek alle Folgen der jeweiligen Tele-Gym Reihen enthalten.
Die Sendungen im Fernsehen sind in etwa alle 15 Minuten lang. Ausnahmen bilden das Telegym 1 Aerobic für Einsteiger mit 30 Minuten und das Telegym 2 Aerobic für Fortgeschrittene mit einer Stunde Laufzeit. 
Ziel der Sendung Tele-Gym ist es, das Fernsehpublikum zum Mitmachen vor dem Fernseher zu ermuntern.

### Drehort
Während die ersten Telegym Reihen in einem farblich unterschiedlich beleuchteten Fernsehstudio in Unterföhring produziert wurden, werden in neueren ab 2001 Aufnahmen von Hintergrundbildern des Starnberger Sees oder Ammersees verwendet. Die Sendereihe ZEN-Meditation bildet hierbei wieder eine Ausnahme, sie wurde an mehreren Drehorten produziert und war aus diesem Grund auch technisch am aufwendigsten umzusetzen.

## Schwerpunkte
Alle Tele-GYM Sendereihen orientieren sich an einem bestimmten Thema. Hier eine Auflistung aller Tele-GYM Folgen nach Reihennummer (Stand: 2022).
- 1 Aerobic Einsteiger
- 2 Aerobic Fortgeschrittene
- 3 aktiv&gesund bleiben
- 4 Stretching
- 5 aktiv&gesund ins Alter
- 6 Problemzonentraining
- 7 Wirbelsäulengymnastik
- 8 Aerobic
- 9 Perfect-Body-Training
- 10 Skigymnastik
- 11 Hatha-Yoga
- 12 Ba dua jin
- 13 Relax Teil 1
- 14 Relax Teil 2
- 15 Feldenkrais
- 16 Thai Chi Gong
- 17 Rückentraining
- 18 Osteoporose
- 19 Slimnastik Schlank und Fit I
- 20 Slimnastik Schlank und Fit II
- 21 ZEN-Meditation
- 22 Integrales Qi Gong
- 23 Gesunder Rücken
- 24 Aktiv in den Tag
- 25 Emotional Moves
- 26 aktiv&fit gegen Osteoporose
- 27 Kraft und Geschmeidigkeit – PILATES
- 28 Nordic Walking
- 29 Wild und Weiblich
- 30 Skigymnastik
- 31 Orientalischer Tanz
- 32 Starker Rücken
- 33 Fit – auch ohne Sport
- 34 Beckenbodentraining
- 35 Dance Aerobic
- 36 Traumfigur – Bauch, Beine, Po
- 37 Pilates 50 plus
- 38 Fitness fürs Leben 40 plus
- 39 Bandscheibengymnastik
- 40 funktionelles Figurentraining
- 41 Stretching
- 42 aktiv&beweglich 60 plus
- 43 Happy Balance
- 44 Bodystyling Brazil
- 45 Vitaltraining für Körper und Geist
- 46 Move Easy Teil 1
- 47 Move Easy Teil 2
- 48 Gesundfit – Schmerzfrei und Beweglich
- 49 Gesundfit – im besten Alter
- 50 aktiv und Gesund – ein Leben lang
- 51 mit Schwung ins beste Alter
- 52 Jeden-Tag-Fitness
- 53 Mein vitaler Rücken
- 54 mobil & kraftvoll
- 55 Seelen-Gym
- 56 So bleibe ich fit!